# Anemone blanda
La anémona azul (Anemone blanda) es una herbácea de la familia de las ranunculáceas. Es nativa del sureste de Europa, Turquía, Líbano, y Siria.

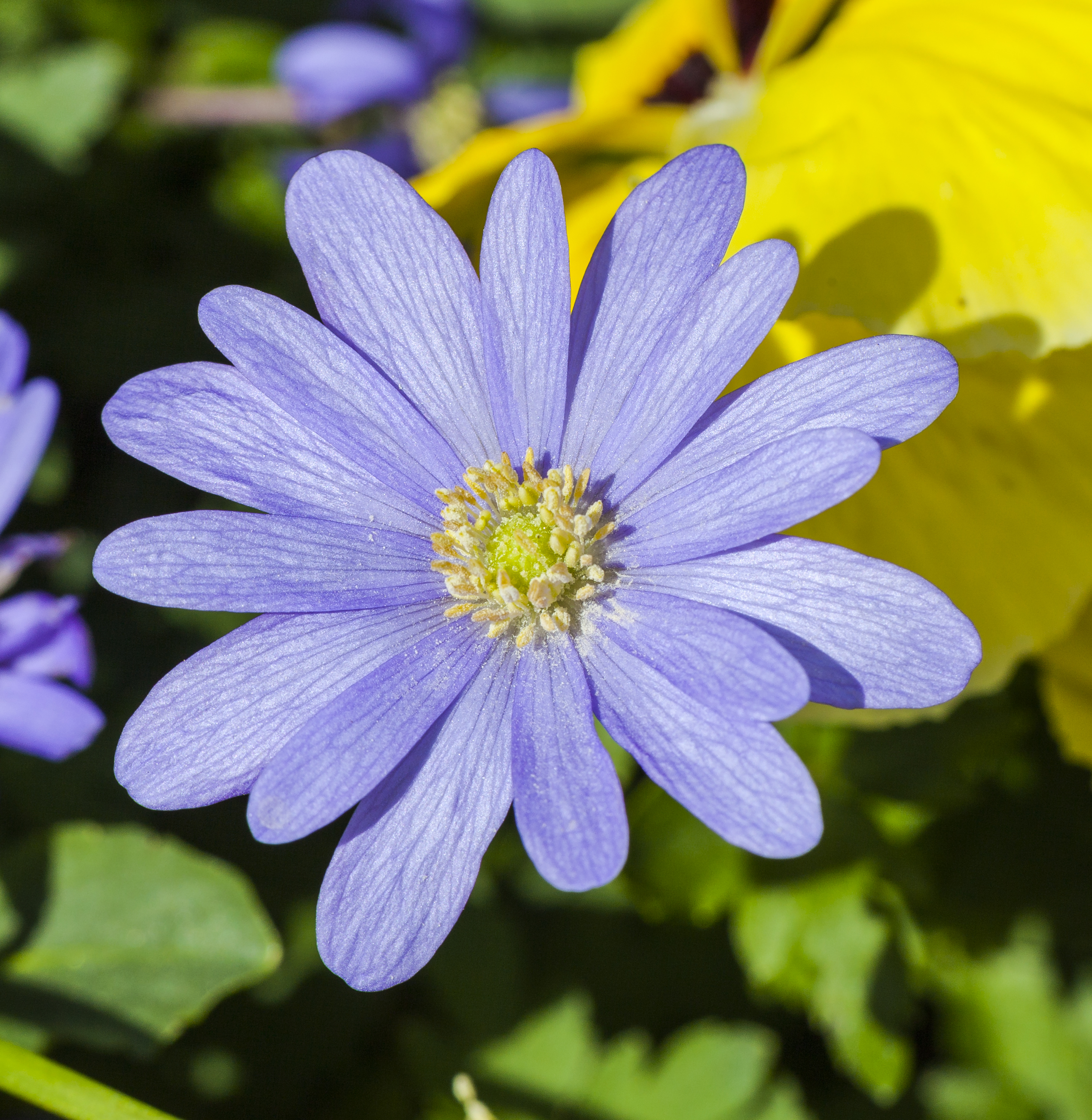
Detalle de la for

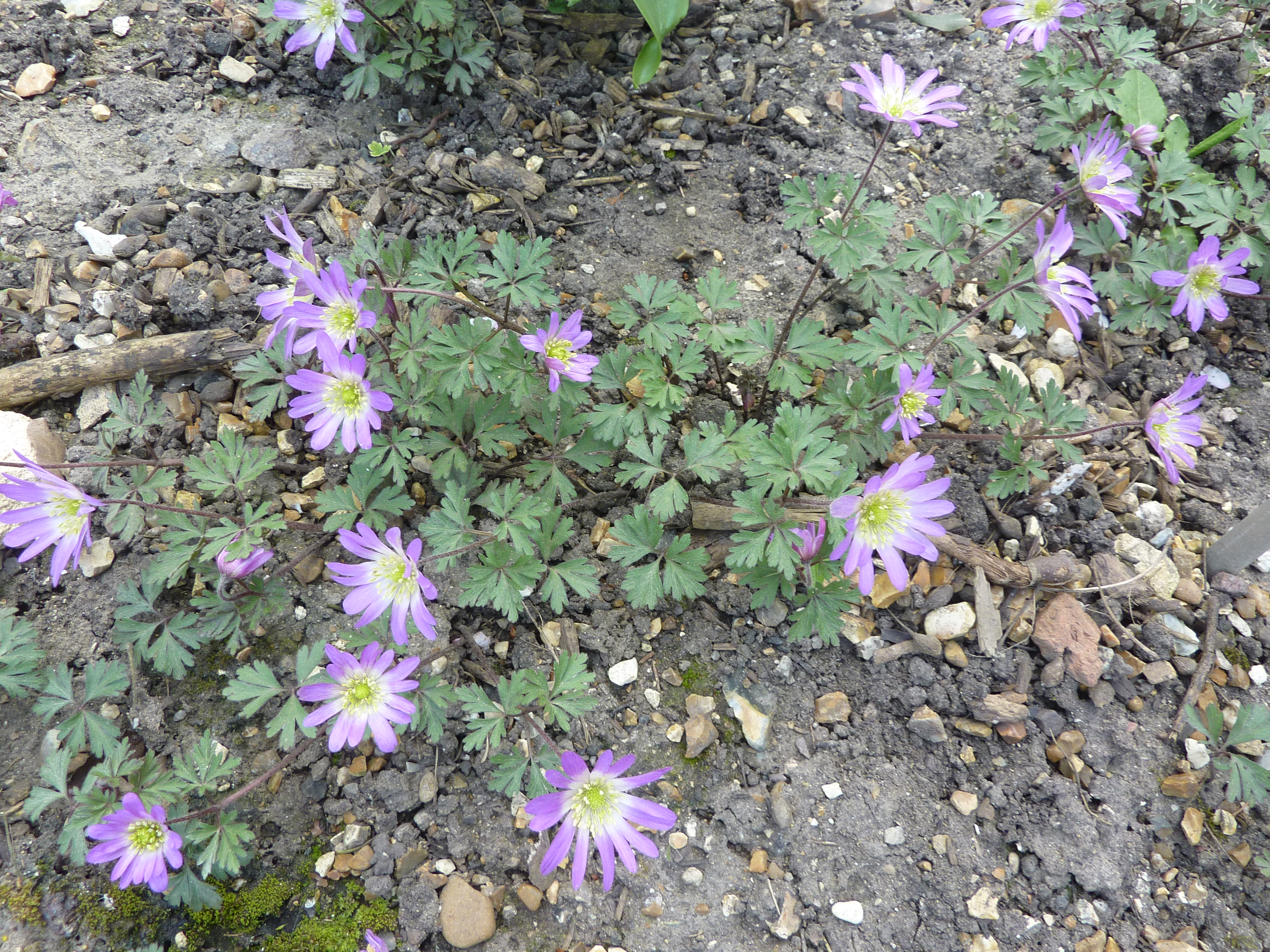
En su hábitat

## Descripción
Es una planta rizomatosa, con hojas lobuladas, las flores son azules, rosadas o blancas, que tienen alrededor de quince piezas periánticas coloreadas similares a pétalos.

## Cultivo
Esta planta que es resistente a condiciones extremas de frío si está protegida por mantillo o por un engrosamiento de la tierra. Es una planta muy popular en las macetas ornamentales de jardín o en el suelo, en media sombra o al sol. Ella disfruta de tierra fresca, pero no de la luz.
La floración dura desde marzo hasta mayo, según la ubicación.

## Taxonomía
Anemone blanda, fue descrita  por Schott & Kotschy y publicado en Oesterreichisches Botanisches Wochenblatt 4: 129, en el año 1854.

### Etimología
Anemone: nombre genérico que procede de la palabra griega  Άνεμος, que significa viento.
blanda: epíteto latino que significa "seductora".